# منصور رستگار فسایی
منصور رستگار فسایی (زادهٔ ۶ بهمن ۱۳۱۷ در فسا) پژوهشگر، نویسنده، ایران‌شناس، شاعر، مصحح و شاهنامه‌پژوه ایرانی، چهرهٔ ماندگار عرصهٔ ادبیات فارسی و استاد بازنشستهٔ دانشگاه شیراز است.

## زندگی
منصور رستگار فسایی در روز ۶ بهمن ۱۳۱۷در شهرستان فسا چشم به دنیا گشود. تحصیلات مقدماتی را در زادگاه خود گذراند و در سال ۱۳۳۷ به دورهٔ لیسانس زبان و ادبیات فارسی دانشگاه شیراز وارد شد. در سال ۱۳۴۵ دنبالهٔ تحصیلات خود را در همان رشته، در دانشگاه تهران پی گرفت و سرانجام در تاریخ ۱۳۴۹/۱۲/۲۵ با دفاع از پایان‌نامهٔ خود تحت عنوان «صور خیال در شاهنامه فردوسی» به راهنمایی پرویز ناتل خانلری، به اخذ درجهٔ دکتری نائل آمد. از سال ۱۳۴۹ به تدریس در دانشگاه شیراز اشتغال یافت و در سال ۱۳۸۵ با پایهٔ ۲۷ استادی از همان دانشگاه بازنشسته شد. وی سابقهٔ تدریس در دانشگاه‌های معتبری مانند دانشگاه کمبریج انگلستان (۱۹۷۵–۱۹۷۶)، دانشگاه هاروارد (۱۹۸۹)، دانشگاه پنسیلوانیا (۱۹۹۷–۱۹۹۸)، دانشگاه برازیلیا در برزیل (۲۰۰۲–۲۰۰۳)، دانشگاه دولتی مسکو (۲۰۰۶) و بخش مطالعات خاور نزدیک دانشگاه آریزونای آمریکا (۲۰۰۶–۲۰۱۰) را در کارنامهٔ علمی خود دارد. منصور رستگار فسایی همچنین عضو هیئت مؤسس و مدیر مؤسسهٔ آموزش عالی حافظ شیراز است. وی در حوزهٔ مطالعه‌های پیرامون اسطوره، حماسه، فردوسی و حافظ و نیز در زمینهٔ تصحیح متون کلاسیک فارسی دارای تخصص است.

## افتخارات
- برندهٔ جایزهٔ کتاب سال جمهوری اسلامی ایران برای تصحیح و تحشیهٔ فارسنامه ناصری، سال ۱۳۶۸.
- برندهٔ جایزهٔ بهترین کتاب دانشگاهی برای کتاب «۲۱ گفتار دربارهٔ شاهنامه و فردوسی»، سال ۱۳۷۰.
- برندهٔ جایزهٔ بهترین کتاب دانشگاهی برای تصحیح کتاب «تذکرهٔ دلگشا»، سال ۱۳۷۱.
- برندهٔ نشان زرین فارس‌شناسی برای تحقیقات مربوط به فارس، سال ۱۳۷۴.
- استاد نمونهٔ دانشگاه شیراز، سال ۱۳۷۲ و پژوهشگر نمونهٔ فارس، سال ۱۳۷۴.
- چهرهٔ ماندگار در عرصهٔ ادبیات فارسی، صدا و سیمای جمهوری اسلامی ایران، تهران، مهرماه ۱۳۸۲.
- برندهٔ نشان و دیپلم افتخار علمی از دانشگاه برازیلیا، سال ۲۰۰۳.
- برندهٔ جایزهٔ حامیان نسخ خطی برای تصحیح و تحشیهٔ دیوان ابواسحاق اطعمه شیرازی، مجلس شورای اسلامی، تهران، آذرماه ۱۳۸۳.
- انتشار تمبر یادبود به نام منصور رستگار فسایی از سوی مرکز چهره‌های ماندگار، فروردین‌ماه ۱۳۸۴.

## مقالات
تعداد مقالات منصور رستگار فسایی از ۱۳۰ عنوان متجاوز است. متن کامل برخی از مقالات وی را در «پایگاه مجلات تخصصی نور» می‌توان دید.

## بزرگداشت ها
بزرگداشت استاد منصور رستگار فسایی،در سال ۱۳۹۴ با سخنرانی ۸ چهره ادبی و علمی و شعرخوانی در مرکز اسناد و کتابخانه ملی شیراز برگزار شد. ویدیوی کامل سخنرانی ها در کانال یوتوب دانشنامه فارس موجود
است.https://youtube.com/@encyclopediafars